# 魔鬼末日
《魔鬼末日》是一部1999年美國動作恐怖片，由彼得·海姆斯執導，安德魯·W·馬羅編劇。本片由阿诺·施瓦辛格領銜主演，配角陣容包含加布里埃尔·伯恩、凱文·波拉克、羅賓·東尼與洛·史泰格等人。本片設定在2000年千禧年到來前的最後四天，預兆顯示撒但將在跨年時與紐約女子克莉絲汀（東尼飾演）生下惡魔之子，引發千禧年世界末日。梵蒂冈的人馬為了保護或殺死克莉絲汀而行動，經過一連串事件，落魄保全傑瑞克（施瓦辛格飾演）陰錯陽差地成為保護克莉絲汀的人。
本片於1999年11月24日在美國上映，收穫影評人的負評，全球票房為2.11億美元，其中高達1.45億美元來自美國海外。

## 劇情
本片的開場設定在於1999年12月28日，紐約正準備迎接千禧年到來。但根據梵蒂冈在1979年所預示的徵兆，撒但將降臨人間，在12月31日午夜與一女子克莉絲汀生下薩但之子，導致千禧年世界末日。梵蒂岡內部對於如何阻止出現分歧意見，一派認為最好的辦法是將克莉絲汀殺死，另一派認為那麼做違反上帝旨意而反對。克莉絲汀在1979年出生，長大後深受異相困擾，並夢到自己被強姦。
傑瑞克是一名鬱鬱寡歡的保全人員，他奉命執行一起保護銀行家的差事，殺手是一名神職人員阿奎奈。阿奎奈被阻止後，傑瑞克覺得當中案情詭異，與搭檔巴比循線調查，但知情的柯瓦克神父將他拒之門外。
傑瑞克保護的銀行家實際上便是薩旦的化身，阿奎奈在醫院被薩旦殺害，傑瑞克從屍體上的傷痕得知克莉絲汀的存在。傑瑞克與巴比登門拜訪時，克莉絲汀正遭到梵蒂岡騎士襲擊，傑瑞克帶著克莉絲汀逃到柯瓦克神父的教堂，但巴比被薩旦燒死。克莉絲汀接受了柯瓦克神父的保護。
傑瑞克在家裡被薩旦找上，薩旦前來拉攏他。多年前，傑瑞克的妻女在他外出時在家被歹徒殺害，他因此而失去對上帝的信仰。如今撒旦答應他讓死去的妻女團聚，但是傑瑞克拒絕了。奇蹟生還的巴比與傑瑞克會合，一同去教堂保護克莉絲汀。在柯瓦克的教堂，紅衣主教帶著人手來殺害克莉絲汀，傑瑞克阻止了他們，隨後撒旦現身大開殺戒。巴比背叛了傑瑞克，因為他為了活下來而與撒旦交易。撒旦帶走克莉絲汀，柯瓦克救出了傑瑞克。
12月31日當天到來，傑瑞克帶著從保全公司拿來的大量槍砲，在夜晚前往撒旦的老巢，交戰時傑瑞克說服巴比違抗撒旦，巴比因違約而死於火焰。傑瑞克摧毀撒旦的老巢，並帶著克莉絲汀穿過地鐵一路逃亡，撒旦緊追在後。傑瑞克與克莉絲汀最終在另一個教堂停下，傑瑞克看著教堂的耶穌像，彷彿重獲感召。
撒旦抵達後化為長翅膀的惡魔，佔據了傑瑞克的身體，意圖強姦克莉絲汀。傑瑞克聽見克莉絲汀的請求，用盡意志力加以抵抗，讓自己被雕像的利劍刺穿身亡，使撒旦的意圖失敗。隨著午夜鐘聲響起，撒旦被迫回到地獄，傑瑞克則前往天堂與家人團聚。

## 角色
- 阿诺·施瓦辛格飾演傑瑞克（Jericho）
- 加布里埃尔·伯恩飾演撒但[註 1]
- 羅賓·東尼飾演克莉絲汀·約克（Christine York）
- 凱文·波拉克飾演巴比·芝加哥（Bobby Chicago）：傑瑞克的搭檔。
- CCH·龐德（英语：CCH Pounder）飾演瑪姬警探（Detective Marge）：傑瑞克的前同事，今負責調查阿奎奈犯下的殺人未遂案。
- 德瑞克·歐康納（英语：Derrick O'Connor）飾演湯瑪士·阿奎奈（Thomas Aquinas）：原是梵蒂冈成員，因預見了世界末日而精神失常。
- 米瑞安·玛格莱斯飾演梅伯（Mabel）
- 乌多·基尔飾演亞伯醫生（Doctor Abel）：克莉絲汀的精神科醫師。
- 馬克·馬戈利斯飾演教宗
- 洛·史泰格飾演柯瓦克神父（Father Kovak）
- 維克多·瓦納多（英语：Victor Varnado）飾演白化症患者（Albino）：克莉絲汀遇見的怪人。
- 馬克·勞倫斯飾演老人
- 丹妮絲·D·路易斯（英语：Denice D. Lewis）飾演愛蜜莉（Emily）：傑瑞克的妻子，已故。
- 蕾妮·歐絲黛（英语：Renee Olstead）飾演艾咪（Amy） ：傑瑞克的女兒，已故。

## 製作

### 發展與編劇
本片的製作人阿米恩·伯恩斯坦與編劇安德魯·W·馬羅繼《空军一号》後再度合作，伯恩斯坦的Beacon Pictures擔任製片商。馬羅形容本片的劇本是將《大法師》的超自然元素與動作片結合。
1998年3月，阿诺·施瓦辛格原本將演出的《我是傳奇》遭到擱置，他因此轉而注意到本片，最終在該月內簽下片約。本片是施瓦辛格接受心臟手術之後時隔兩年的首部新片。馬羅在編劇時就認為這部片由施瓦辛格主演才會有趣，並曾向施瓦辛格推介本片。馬羅也表示，他希望賦予施瓦辛格的角色更多人性，創造與先前不同的戲路。在早期的劇本中，主角傑瑞克會用槍砲擊敗撒旦並生還，但在諮詢神職人員後，馬羅等人修改了結局並強調信仰的作用。
1998年7月，本片的導演已定為馬可斯·尼斯佩，尼斯佩原本主要製作廣告和音樂錄影帶，本片將是他的電影出道作。1998年10月，尼斯佩終止與Beacon Pictures的合作，原因是藝術創作上的歧見，彼得·海姆斯在同月稍晚接替他的位子。海姆斯據稱是詹姆斯·卡梅隆向史瓦辛格和伯恩斯坦推薦的人選。
本片的預算據稱達1億美元以上，由Beacon Pictures獨立出資，因此本片被列為當時預算最高的獨立電影之一。Beacon Pictures在1998年12月向加州Union Bank取得1.45億美元的信用額度，本片的部分資金便來自於該處。此外，International Film Guarantors（IFG）為本片進行1億美元的全額擔保，是影史上最高；IFG將確保電影製作不超時也不超支。

### 選角
1998年9月，洛·史泰格與羅賓·東尼與片商展開洽談。施瓦辛格在看完《尼亚加拉，尼亚加拉》後推薦了東尼。1998年11月，加布里埃尔·伯恩即將簽約飾演撒但。伯恩將撒但的形象描繪成輕浮隨便、幽默又酷的男子，希望打破觀眾對反派及惡魔的先入之見。凱文·波拉克在開拍前二至三週加入劇組，為了飾演施瓦辛格的搭檔並且不顯得失色，波拉克有兩個選擇：練肌肉或留鬍子，最後他選了後者。

### 拍攝
本片的主体拍摄於1998年11月21日開始，表定時程共95個工作日。拍攝初期，在洛杉磯當局的許可下，劇組進行封街拍片。星期一的白天時段封閉四街的三個街區，泉街與大街的部分街區也自上午9點起封閉，引起了交通問題。
為了營造合適的氣氛，導演海姆斯安排本片的服裝以黑色、灰色和棕色為主，畫面由不飽和顏色組成，搭配灰色、金色和琥珀色的偏暖色打光。本片含有相當多的特效場面，海姆斯稱片中的特效以寫實感為目標，而非好看程度。

## 上映
本片於1999年11月16日星期二在中國戲院舉行首映禮，並於同年11月24日在美國上映。

### 票房
在美國，本片選在感恩节當週上映，競爭對手包含《玩具總動員2》和已上映一週的《新鐵金剛之黑日危機》。本片在為期五天的連假週末收穫3100萬美元的票房，僅次於《玩具總動員2》（8100萬美元）。次週末，本片進帳970萬美元，排名第三。相較於美國國內，本片在海外表現更佳。截止至2000年1月初，本片的海外票房已接近1億美元。
截止至下檔日，本片的全美票房約為6688萬美元，加上海外票房1.45億美元，全球票房總計2.11億美元。

## 迴響

### 評價
根据評論匯總网站爛番茄汇总的103篇评论文章，11%的评论家给予该作正面评价，平均打分为3.80分（满分10分）。该网站总结的评论家共识是“《魔鬼末日》是一部華而不實的驚悚片，內有千篇一律的動作場面和演員差勁的演技。”在Metacritic網站上，本片得到「負面評論為主」的綜合評分，獲得了34/100分（33位影評人）。據美國CinemaScore所進行的調查，觀眾的平均評價於A+至F間落於「B-」。

### 獎項
| 獎名/影展名 | 頒獎日期      | 獎項                   | 入圍者          | 結果 | 來源                 |
| ----------- | ------------- | ---------------------- | --------------- | ---- | -------------------- |
| 金酸莓獎    | 2000年        | 最差男主角             | 阿诺·施瓦辛格   | 提名 | [ 39 ] [ 40 ]        |
| 金酸莓獎    | 2000年        | 最差男配角             | 加布里埃尔·伯恩 | 提名 | [ 39 ] [ 40 ]        |
| 金酸莓獎    | 2000年        | 最差導演               | 彼得·海姆斯     | 提名 | [ 39 ] [ 40 ]        |
| 惡臭爛片獎  | 2000年3月24日 | 最差男主角             | 阿诺·施瓦辛格   | 提名 | [ 41 ]               |
| 金膠捲獎    | 2000年3月27日 | 最佳長片音效與擬聲音效 | 《魔鬼末日》    | 提名 | [ 43 ] [ 44 ] [ 42 ] |

## 備註
1. ↑  演職人員表標記為「那個人」（The Man）。
2. ↑  類似於保險，若電影超支，擔保方將支付超支的部分[19]。
3. ↑  原文：
4. ↑  憑藉《魔鬼末日》和《魂飛魄散》入圍。

### 引用作品
書籍
- 中華民國電影年鑑編輯委員會 (编).  (pdf). 臺灣: 國家電影資料館. 2000年11月  [2024-09-21]. ISBN 957-30972-1-4. （原始内容存档 (PDF)于2023-01-14） –國家電影資料館 （中文（臺灣））.

影音（特別收錄）
說明：「第X分鐘處」指的是相關內容出現在X分鐘0秒至X分鐘59秒之間
- Crew.  (End of Days DVD). Buena Vista Home Entertainment. 1999 （英语）.

## 外部連結
- 官方网站（页面存档备份，存于）
- 互联网电影数据库（IMDb）上《魔鬼末日》的资料（英文）
- AllMovie上《魔鬼末日》的资料（英文）
- 爛番茄上《魔鬼末日》的資料（英文）
- Metacritic上《魔鬼末日》的資料（英文）
- 列在網路推理小說資料庫中的《魔鬼末日》（電影小說）